# RE雨宮
有限会社RE雨宮自動車（アールイーあめみやじどうしゃ）は、千葉県富里市にあるチューニングショップである。代表は雨宮 勇美（あめみや いさみ、1946年3月3日 - ）。

## 概要
主にマツダ車向けにパーツの製造、販売を行っており、SUPER GT（旧・全日本GT選手権）GT300クラスや全日本プロドリフト選手権（D1グランプリ）にも参戦するなど、モータースポーツにおける実績も多い。
ロータリーエンジンを得意とする理由について、代表を務める雨宮は「それしか分からないから」と発言している。また、雨宮はビデオ出演や著書などで、かつては警察の検問を突破したり、高速道路を300 km/h前後で走行した経験を公言しており、自らを「暴走族」と称している。

## チューニングショップとしての活動

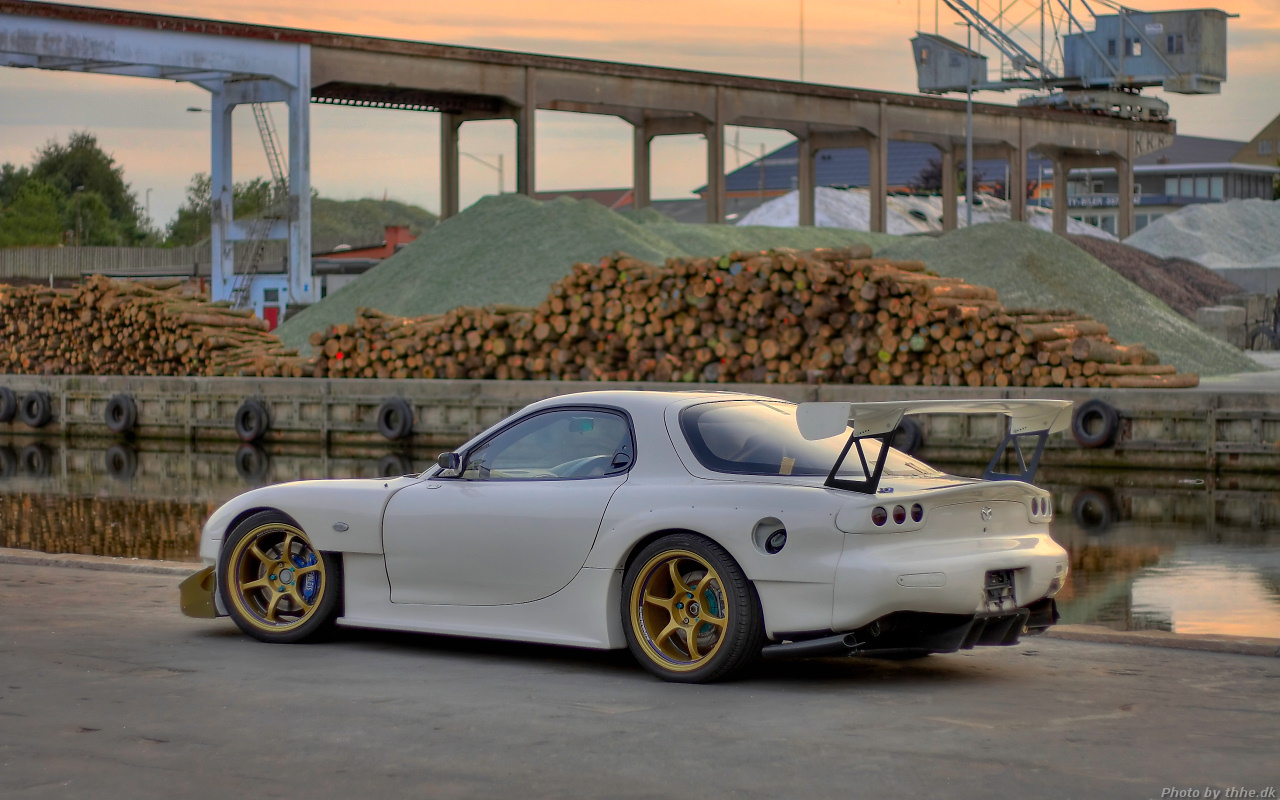
RE雨宮製のエアロパーツを装着したFD型RX-7

古くはシャンテやファミリアなどの車体に12Aや13Bのロータリーエンジンを移植した車両を製作するなど、改造車に関する法規が現在よりも厳格だった時期から活動している。同時に、改造車検にいち早く取り組んだショップのひとつでもあり、自社コンプリート車両の「GReddy」（グレッディ）シリーズは、ほとんどの車を車検に通すことに成功している。
車両の外装カスタマイズ技術には実績があり、以下のような奇抜なデモカーも多く製作している。
- GReddy III：FC型RX-7をワイドボディ、ガルウィング化
- GReddy VI：マツダ・オートザムAZ-1のキャビン部のみ残し、前後をパイプフレーム化
- GReddy VII：FC型RX-7を四輪駆動化
- GReddy VIII：FD型RX-7をオープンカー化
- BOMEX RE TODAY :ホンダ・トゥデイに12Aエンジンを搭載し、ガルウィング、左ハンドル化[1]

「GReddy」シリーズ以外ではRX-8をベースに、漫画家の大暮維人がデザインを担当した「Oh!Gre8」という名のデモカーも製作した。
レース活動以外のチューニングカーとしての走行実績においては、現時点において、ビデオオプション企画、筑波スーパーラップの以下の3つのレコードを保持している。
- FR車最速記録/Super G-7
- ブーストアップ車最速記録/過給圧上昇7
- 自然吸気（NA）車最速記録/3ローター7

## レース活動

### 全日本GT選手権・SUPER GT

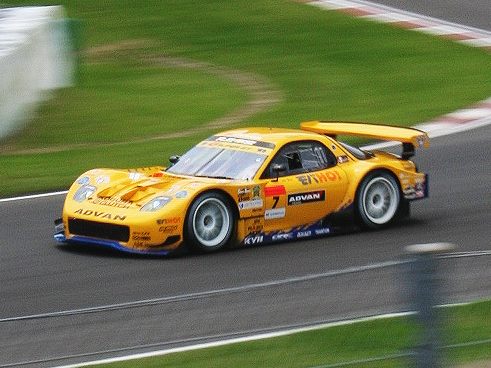
SUPER GT GT300 RE雨宮レーシング RX-7（2007年）

全日本GT選手権（JGTC）とその後身であるSUPER GTには、1995年から2010年にかけて参戦していた。マツダからは部品供給を含めて公式なサポートは受けておらず、完全なプライベートチームの形態を取っている。そのためレースで使用するエンジンを解体屋から調達するなど、他のチームではあまり見られない苦労も多かったという。単にハイパワーを指向するだけでなく、ボディの補強やサスペンションのセッティングなど、操縦性が良好でバランスに優れ、安定した戦闘力を持つ車両の製作を得意とする。過酷なコンディションで知られるセパンサーキット（マレーシア）でのレースは、2010年までに出場した9戦中5勝（うちシリーズでは4勝、オールスター1勝）という結果を残しており、「セパンマイスター」の異名を持つ。
1995年よりFD型RX-7でGT300クラスへの参戦を開始する。当初は市販車と同一の2ローターの13B型エンジンを搭載していたが、ペリフェラルポート式の自然吸気エンジンで、実質的にはジャパン・スーパースポーツ・セダンレース（JSS）などで使用されていたエンジンと同形式であった。リストリクターの装着は免除されていたが、最高出力は300 PS程度でトルクも細く、大幅な出力向上も見込めないことから、1997年からは3ローターの20B型エンジン（ユーノス・コスモに搭載）に変更された。ボディのカラーリングは当初青とピンク（ブルピン）であったが、1998年にマツモトキヨシがメインスポンサーになると黄色一色に変更され、2001年からスポンサーに田辺製薬（アスパラドリンク、現：田辺三菱製薬）が加わるとさらに青が追加された。
2006年は前年度のGT300クラスチャンピオンドライバーの山野哲也を迎え、井入宏之とのコンビとなった。第4戦のセパンを勝利。最終戦で6位以上に入ることがチャンピオン獲得の最低条件であった。ファイナルラップでは7位を走行していたが、トップを走行していた車がガス欠でリタイアしたために6位に浮上。チャンピオン争いをしていたムーンクラフト・紫電がファイナルラップで抜かれてノーポイントに終わった。これによりシリーズポイントが同点。シリーズを通じて2位の数が多かった雨宮が上位となりチャンピオンを獲得。山野は3年連続のドライバーズチャンピオンとなった。
2007年は田辺製薬の合併により、メインスポンサーを喪失した。この影響で極度の資金不足に陥り、マシンも2006年型をほぼ無改良で投入せざるを得ず、非常に苦しい戦いを強いられ、総合ランキング14位と過去最低の成績で終えた。ドライバーは山野に代わって折目遼が新たに加入し、最終参戦年までドライバーを務めた。
2008年はメインスポンサーに小倉クラッチを迎え、ドライバーも2007年と同じ布陣で挑むことが早い段階で決定した。スポンサーの変更により、車体カラーはそれまでの黄色基調からシルバー基調に変更された。なお、マシンは新規定でセダンボディに対してかなりの優遇措置が受けられることと、エンジン搭載位置をミッドシップにすることも可能になったため、新たにRX-8の投入も噂されていたが、そのまま従来のFD型RX-7で参戦した。開幕戦鈴鹿は2位スタートから終盤、トップ走行のムーンクラフト・紫電と接戦の末に優勝を果たした。最終的に2008年シリーズは総合ランキング7位の成績で終えた。
2009年はマレーシアの自動車販売店であるMUTIARA MOTORSがメインスポンサーにつき、車体カラーも白地に緑の昇り竜を入れたデザインに変更された。ドライバーは井入に代わって谷口信輝が復帰した。これら体制的に恵まれたことで、開幕から4戦連続表彰台に上がりポイントリーダーになるが、中盤やや失速し、第7戦富士では決勝前フリー走行におけるエンジントラブルで決勝を走ることなくレースを終えた。第8戦オートポリスで2位になり、7ポイント差で最終戦のチャンピオン争いに残るものの、決勝フリー走行で再びエンジントラブルに見舞われる。懸命な作業でエンジンを載せ替え本戦に出走するも2位で終わり、最終的にシリーズ総合クラス2位の成績で終えた。なお、この年は「燃費で劣るがコーナリング特性に優れタイヤの負担が軽い」というRX-7の特質を活かしたタイヤ無交換作戦を何度か実行しており、以降は他のチームでもこの作戦が試行されている。
2010年も昨年とほぼ同様の体制で出走。開幕戦鈴鹿、第4戦セパンで優勝し、昨年同様最終戦までチャンピオン争いに絡み続けたが、シリーズ総合クラス3位でシーズンを終えた。
2011年2月13日、レース活動からの撤退を発表し、SUPER GTへの参戦を終了した。
- 1995年 - シリーズ総合クラス第2位（2ローター13B）
- 1996年 - シリーズ総合クラス第4位（2ローター13B）
- 1997年 - シリーズ総合クラス第4位（3ローター・20BRE）
- 1998年 - シリーズ総合クラス第4位（3ローター・20BRE）
- 1999年 - シリーズ総合クラス第4位（3ローター・20BRE）
- 2000年 - シリーズ総合クラス第4位（3ローター・20BRE）
- 2001年 - シリーズ総合クラス第2位（3ローター・20BRE）
- 2002年 - シリーズ総合クラス第10位（3ローター・20BRE）
- 2003年 - シリーズ総合クラス第13位
- 2004年 - シリーズ総合クラス第4位
- 2005年 - シリーズ総合クラス第9位
- 2006年 - シリーズ総合クラス第1位
- 2007年 - シリーズ総合クラス第14位
- 2008年 - シリーズ総合クラス第7位
- 2009年 - シリーズ総合クラス第2位
- 2010年 - シリーズ総合クラス第3位

### 全日本プロドリフト選手権
全日本プロドリフト選手権 (D1GP) には2004年からFD型RX-7で参戦している。
参戦初年度の2004年は、経験のないドリフト車両の製作に対するノウハウが少なく、車両特性に難があり目立った結果は残せなかった。しかし、2005年からは専属ドライバーの末永正雄の意見を取り入れ、足回りやボディ補強など、操縦性を重視して製作した車両のセッティングが煮詰まってきたことで安定した成績を残すようになり、同年度には富士スピードウェイでの第6戦で初優勝、シリーズ総合2位の成績を残した。その後も2007年・2008年に2年連続総合3位でシーズンを終えるなど、しばしば好成績を残している。
2011年からはマシンをRX-8に変更した。
2014年の第2戦鈴鹿で再びFD型RX-7を投入。エンジンは3ローターの20B型に換装されている。同年はシリーズ総合2位の成績を残した。
2016年からは新たに松井有紀夫がドライバーとして所属している。
2018年はシーズン途中でエンジンを3ローターから4ローターに変更。2019年にはシリーズ総合2位となった。2020年シーズンの仕様では最高出力800 PS以上を発生している。
- 2004年
  - ドライバー - 末永正雄
  - 車両 - RE雨宮レーシングD1RX-7 2004
  - シリーズ総合第17位
- 2005年
  - ドライバー - 末永正雄
  - 車両 - RE雨宮レーシングD1RX-7 2005
  - シリーズ総合第2位
- 2006年
  - ドライバー - 末永正雄
  - 車両 - RE雨宮レーシングD1(2号機) RX-7 2006
  - シリーズ総合第8位
- 2007年
  - ドライバー - 末永正雄
  - 車両 - RE雨宮レーシングD1-7(2号機) RX-7
  - シリーズ総合第3位
- 2008年
  - ドライバー - 末永正雄
  - 車両 - RE雨宮レーシングD1-7(3号機) RX-7
  - シリーズ総合第3位
- 2009年
  - ドライバー - 末永正雄
  - 車両 - M7 RE雨宮レーシングD1-7(3号機)　RX-7
  - シリーズ総合第4位
- 2010年
  - ドライバー - 末永正雄
  - 車両 - M7 RE雨宮 SGC with TOYOTIRES(3号機)　RX-7
  - シリーズ総合第3位
- 2011年
  - ドライバー - 末永正雄
  - 車両 - M7 RE雨宮SGC with TOYOTIRES　RX-8
  - シリーズ総合第9位
- 2012年
  - ドライバー - 末永正雄
  - 車両 - RX-8
  - シリーズ総合第9位
- 2013年
  - ドライバー - 末永正雄
  - 車両 - RX-8
  - シリーズ総合第11位
- 2014年
  - ドライバー - 末永正雄
  - 車両 - RX-8（第1戦のみ）→RX-7（第2戦以降）
  - シリーズ総合第2位
- 2015年
  - ドライバー - 末永正雄
  - 車両 - RX-7
  - シリーズ総合第20位
- 2016年
  - ドライバー - 松井有紀夫
  - 車両 - RX-7
  - シリーズ総合第15位
- 2017年
  - ドライバー - 松井有紀夫
  - 車両 - RX-7
  - シリーズ総合第7位
- 2018年
  - ドライバー - 松井有紀夫
  - 車両 - RX-7
  - シリーズ総合第7位
- 2019年
  - ドライバー - 松井有紀夫
  - 車両 - RX-7
  - シリーズ総合第2位
- 2020年
  - ドライバー - 松井有紀夫
  - 車両 - RX-7
  - シリーズ総合第11位